# Энцефаляртос Бартера
Энцефалартос Бартера лат. Encephalartos barteri — вечнозелёное древовидное растение рода Энцефаляртос (Encephalartos). Видовое название дано в честь сборщика типового экземпляра Бартера (C. Barter).
Растения древовидные или бесстеблевые. Ствол 0,3-2,6 м высотой, 25-30 см диаметром. Листья длиной 100-180 см, светло- или ярко-зелёные, хребет зелёный, прямой, жёсткий; черенок прямой, с 1-6 шипами. Листовые фрагменты от линейных до ланцетных; средние - 9-15 см длиной, 10-17 мм в ширину. Пыльцевые шишки 1-3, веретеновидные, зелёные, длиной 8-23 см, 3-5 см диаметром. Семенные шишки 1-3, яйцевидные, зелёные, длиной 12-35 см, 8-15 см диаметром. Семена от плоско-яйцевидных до продолговатой формы, длиной 20-30 мм, шириной 18-23 мм, саркотеста красная.
Вид распространён в Бенине, Гане, Нигерии, Того. Встречается на высотах от 400 до 1400 м над уровнем моря. Растения растут на скалистых склонах, в редколесье саван, состоящем из редких деревьев и травянистой растительности. Они также растут на песчаниковых или гранитных обнажениях, на крутых склонах в тропическом редколесье.
Угрозу представляют слишком частые пожары. Растения также изымаются из дикой природы коллекционерами. Часть популяции была потеряна из-за наводнения, когда была построена плотина Volga.